# 16641 Естебан
16641 Естебан (16641 Esteban) — астероїд головного поясу, відкритий 16 серпня 1993 року.
Тіссеранів параметр щодо Юпітера — 3,481.